# Бор (Новосёлковский сельсовет)
Бор (бел. Бор) — агрогородок в Пуховичском районе Минской области Республики Беларусь. В составе Новосёлковского сельсовета.

## География
Расположен в 11 км от железнодорожной станции Пуховичи на линии Минск — Осиповичи.

### Гидрография
Около реки Титовка.

## История

### Ранняя история
В 1 км к югу от деревни, в урочище Подкопцы среди осушенных болот расположено городище.
В XVIII веке деревня Боровая Слобода в Минском повете Минского воеводства Великого Княжества Литовского, относилась к имению Новосёлки, собственность Борецкой.
В результате второго раздела Речи Посполитой 1793 года территория оказалась в составе Российской империи, в Игуменском уезде Минской губернии.
После 1861 года в Новосельской (Новосёлковской) волости Игуменского уезда Минской губернии, Боровая Слобода, деревня бывшая владельческая, при Цитовке, дворов 102, жителей 672, часовня.

### Новейшее время
В 1908 году в Цитвянской волости Игуменского уезда Минской губернии.
С конца февраля 1918 года территория оккупирована войсками Германской империи. 25 марта 1918 года согласно Третьей Уставной грамоте волость провозглашена частью Белорусской Народной Республики. В декабре 1918 года занята Красной Армией, с 1 января 1919 года в соответствии с постановлением I съезда КП(б) Беларуси она вошла в состав Советской Белоруссии, с 27 февраля 1919 года — в ЛитБел ССР. Во время польско-советской войны в августе 1919 — июле 1920 годов под оккупацией Польши (Минский округ ГУУЗ).
С 31 июля 1920 года в Белорусской ССР. В начале 1930-х годов проведена коллективизация, создан колхоз «Чирвоный Бор», работали кузница и мельница ветряная.
Во Вторую мировую войну с конца июня 1941 года до 4 июля 1944 года под оккупацией Германии. В ходе карательных операций деревня была уничтожена, погублено 235 жителей. После войны деревня восстановлена.
В 1966 году к деревне присоединен посёлок Бор 1.
В 2010 году деревня Бор преобразована в агрогородок.

## Население

### Численность
- 2009 год — 470 жителей

### Динамика
- 1908 год — 13 дворов, 72 жителей (Слобода Боровая)[3]
- 1970 год — 187 дворов, 704 жителей
- 1995 год — 187 дворов, 532 жителей[4]
- 2002 год — 145 дворов, 475 жителей
- 1999 год — 474 жителей (перепись населения)
- 2009 год — 470 жителей (перепись населения)[3]
- 2019 год — 446 жителей (перепись населения)

## Инфраструктура
- Базовая школа
- Механические мастерские
- Фельдшерско-акушерский пункт
- Отделение связи
- Торговые объекты

## Культура
- Дом культуры
- Библиотека
- Музей ГУО «Бор-Слободская базовая школа»

## Достопримечательность
- Городище[5]
- Камень-следовик

### Памятник, скульптура
- Памятник погибшим землякам[6]

## Известные лица
- Ляпич, Роман Фёдорович (1906—1977) — белорусский поэт, переводчик.
- Бабук, Валерий Владимирович (род. 1956) — белорусский спортсмен, тренер.
- Семеняко, Сергей Петрович (род. 1975) — белорусский спортсмен.